# Aspidoras brunneus
Aspidoras brunneus, comumente conhecido como corredora ou cascudinho, é uma espécie de peixe siluriforme pertencente ao gênero Aspidoras. É endêmico ao Brasil, ocorrendo nos estados de Goiás e Mato Grosso.